# Gertrudis de Nivelles
Gertrudis de Nivelles (Landen, Brabant, 626 - Nivelles, 17 de març de 659) fou una monja flamenca, abadessa de Nivelles. És venerada com a santa per l'Església catòlica i l'ortodoxa.

## Biografia
Gertrudis era la filla més jove de Pipí de Landen i santa Itta, i germana de santa Bega i, segons la tradició, de Bavó de Gant. A la mort de Pipí (639), la seva mare, aconsellada per Amand de Maastricht, va fundar a Nivelles un monestir doble, amb monges i monjos, on retirar-se. Gertrudis va seguir la seva mare i es va fer religiosa, rebutjant la proposta de matrimoni del rei d'Austràsia Dagobert II.
Va ésser la primera abadessa de la nova fundació. Segons altres fonts, fou la mare qui n'assumí la direcció de l'abadia i només quan morí la succeí Gertrudis, en 652. Va donar un gran impuls a les tasques intel·lectuals al monestir: va adquirir nombrosos manuscrits de Roma i feu arribar monjos d'Irlanda, com sant Fol·là, per educar els monjos. Això ha fet pensar que el monestir podia haver adoptat la regla de Sant Colombà.
El 656 va deixar el càrrec i es dedicà a l'estudi i la contemplació: la tradició la fa mística i visionària, i va predir la data de la seva mort. Morí als 33 anys i aviat va ésser considerada santa.

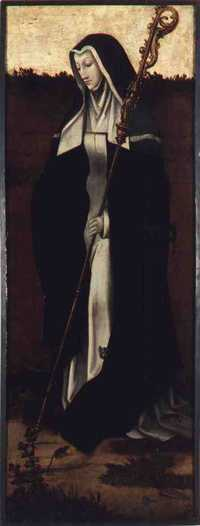
Pintura flamenca, ca. 1530
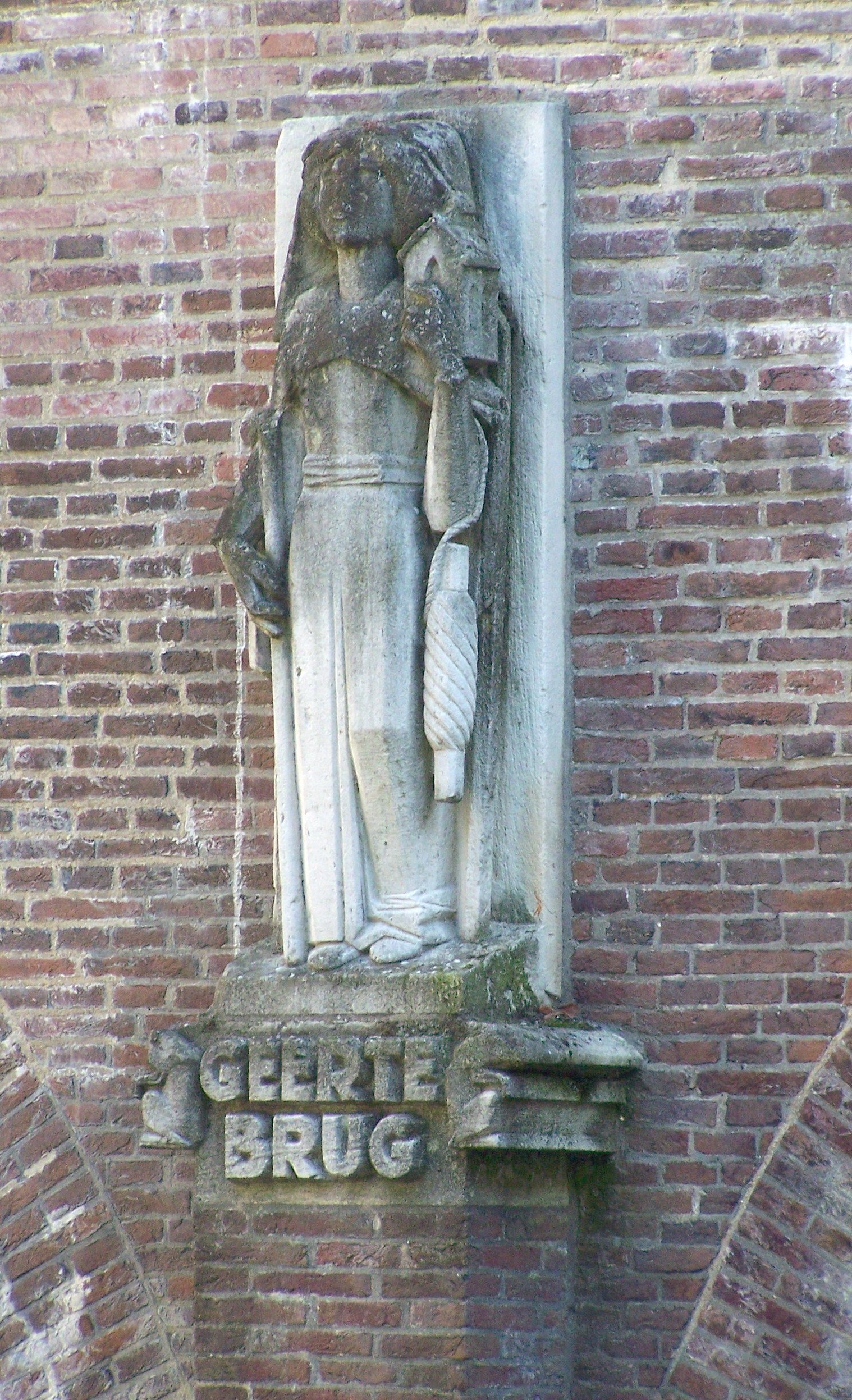
Escultura de Jan van Luijn, 1951 (Utrecht, Geertebrug)
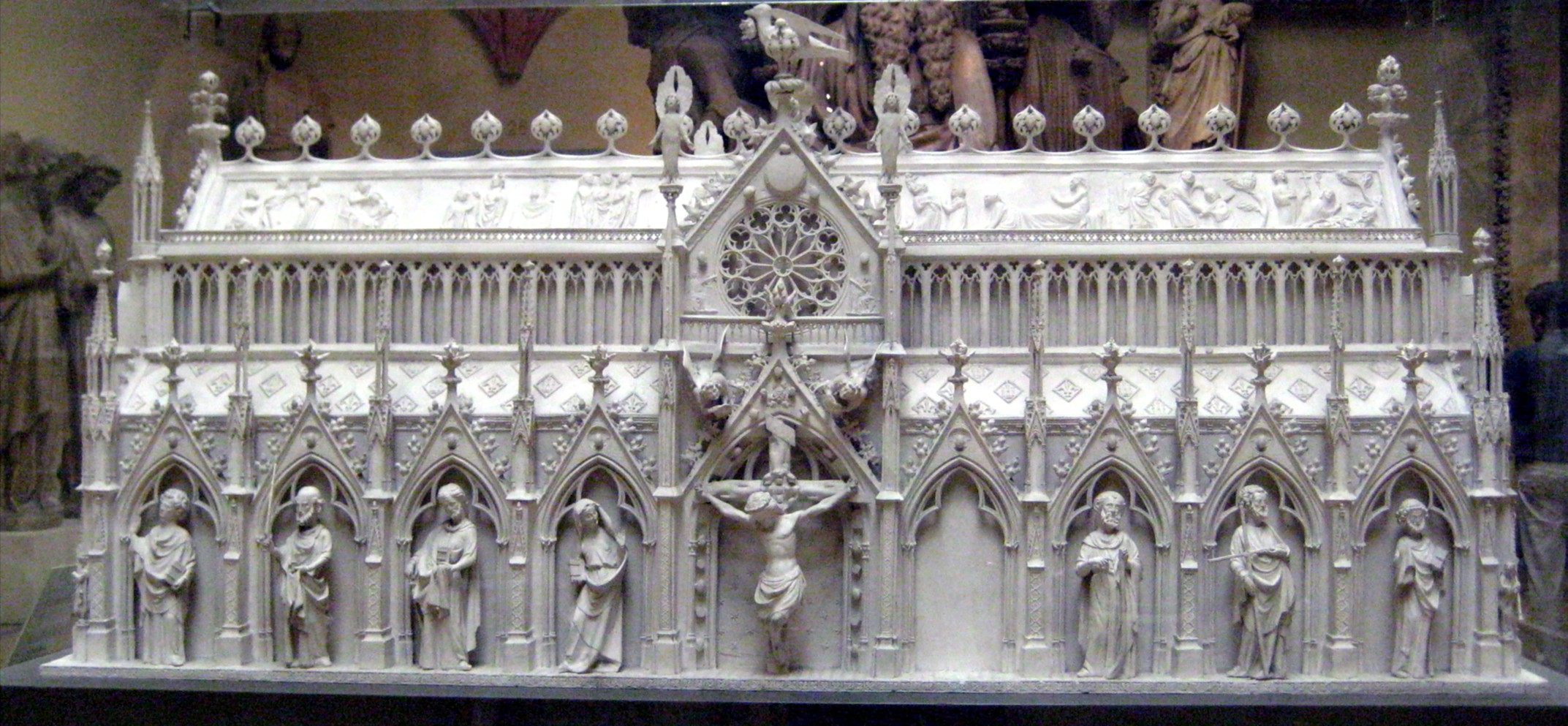
Model del reliquiari d'argent destruït el 1940 (Moscou, Pushkin Museum)

## Veneració
El seu culte es difongué ràpidament als Països Baixos i Anglaterra. La festivitat litúrgica és el 17 de març. Era considerada protectora contra les rates, especialment els ratolins de camp.
Les seves relíquies es guarden a l'abadia de Nivelles, anomenada avui de Santa Gertrudis. El seu reliquiari d'argent, obra mestra de l'orfebreria medieval, obrada per Colar de Douai i Jakemon de Nivelles segons projecte de Jakemon d'Anchen, entre 1272-1298, va ésser destruïda durant un bombardeig a la Segona Guerra Mundial, el 1940. Els fragments que en restaren s'integraren en un nou reliquiari.

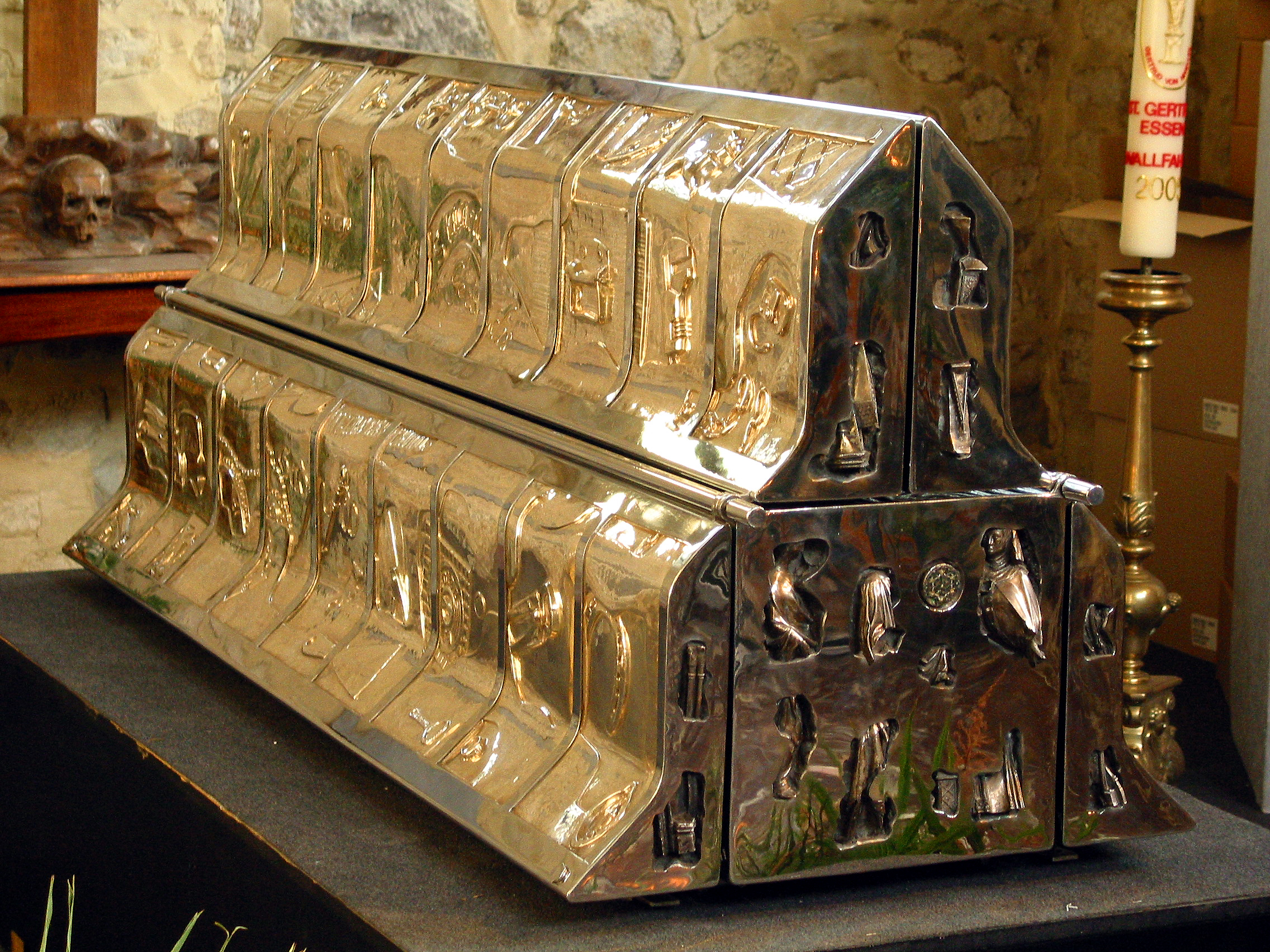
Reliquiari nou de la santa, amb fragments de l'antic (Nivelles, S. Gertrudis)
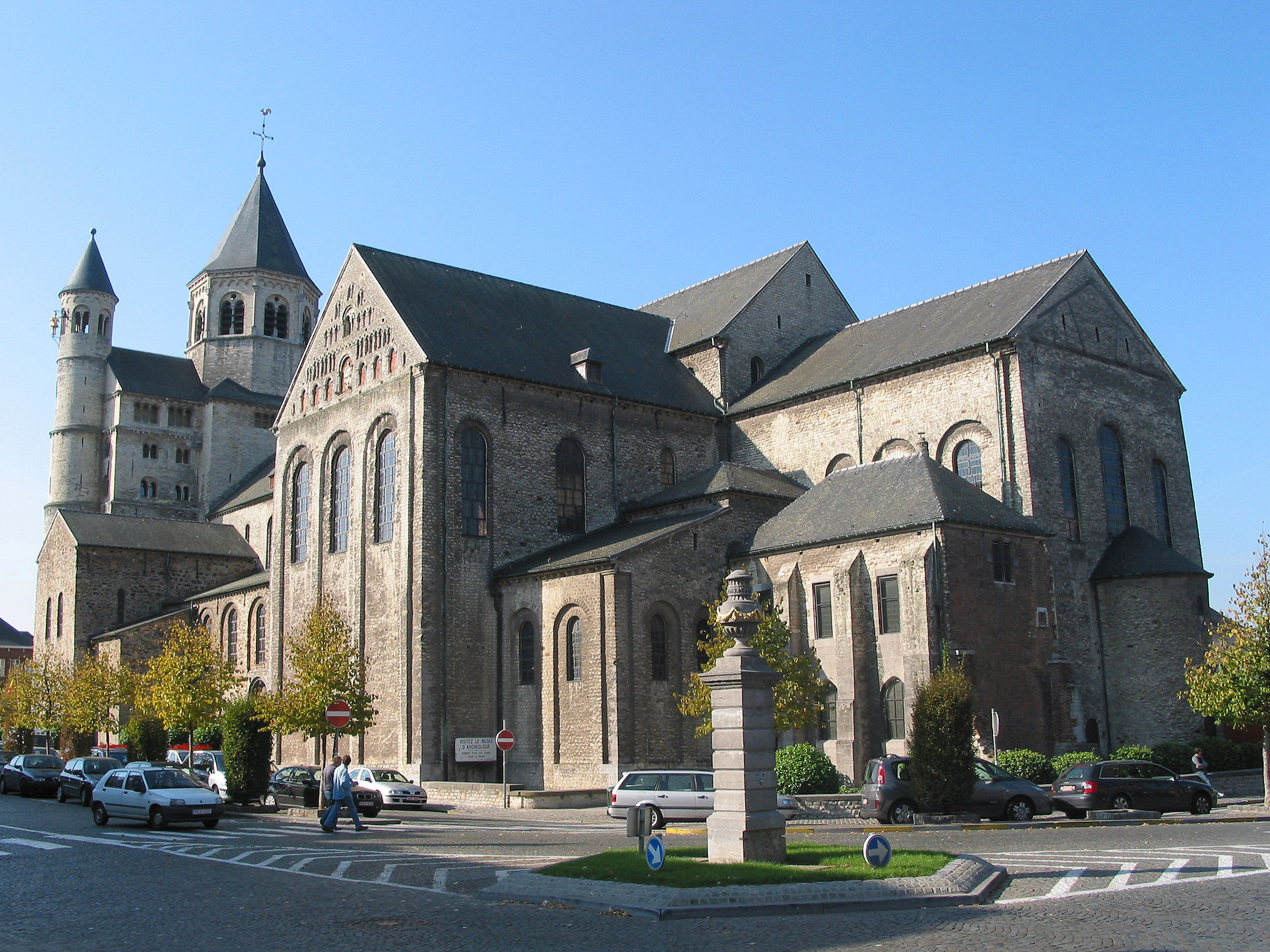
Col·legiata de S. Gertrudis, a Nivelles
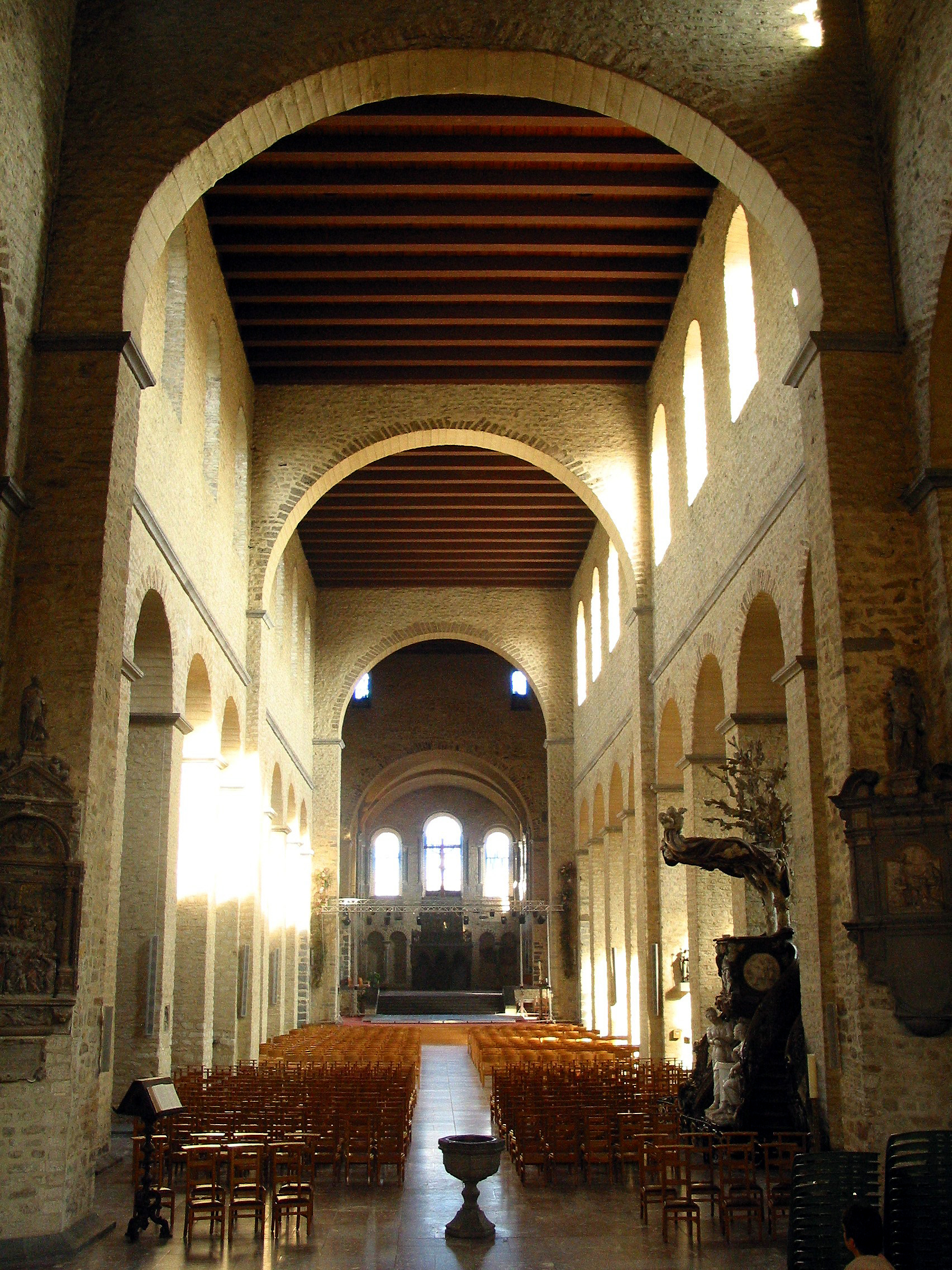
Nau de la col·legiata de S. Gertrudis

## Iconografia
Se la representa vestida amb hàbits de monja, portant un llibre i un bàcul que fa referència a la seva condició d'abadessa. Als seus peus poden aparèixer algunes rates, ja que era invocada com a protectora contra aquests animals.
Obresː
- Santa Getrudis, taula atribuïda a Joan Rosató, procedent de Llucmajor. S. XV. Museu d'Art Sacre de Mallorca